# Frostland Tapes
Frostland Tapes es un álbum recopilatorio de la banda noruega de Black metal, Darkthrone. Fue lanzado a través de Peaceville Records el 23 de junio de 2008.

La compilación contiene las primeras Demo de Darkthrone en su época de Death metal (Land of Frost, A New Dimension, Thulcandra y Cromlech) la versión instrumental de la Demo, Goatlord y una grabación de un concierto en Dinamarca.

## Lista de canciones

### Disco 1
Land of Frost (1988)
1. "frostlands"
2. "Winds of Triton"
3. "Forest of Darkness"
4. "Odyssey of Freedom"
5. "Day of the Dead"

A New Dimension (1988)
1. "Twilight Dimension"
2. "Snowfall"

Thulcandra (1989)
1. "Eon"
2. "Thulcandra"
3. "Archipelago"
4. "Soria Moria"

### Disco 2
Cromlech (1989)
1. "The Watchtower"
2. "Accumulation of Generalization"
3. "Sempiternal Past/Presence View Sepulchrality"
4. "Iconoclasm Sweeps Cappadocia"

concierto en Dinamarca (1990)
1. "Cromlech"
2. "Sunrise over Locus Mortis"
3. "Soulside Journey"
4. "Accumulation of Generalization"
5. "Sempiternal Past/Presence View Sepulchrality"
6. "Iconoclasm Sweeps Cappadocia"
7. "Neptune Towers"

### Disco 3
Goatlord instrumental (1991)
1. "Rex"
2. "Pure Demoniac Blessing"
3. "The Grimness of which Shepherds Mourn"
4. "Sadomasochistic Rites"
5. "As Desertshadows"
6. "In His Lovely Kingdom"
7. "Black Daimon"
8. "Towards the Thornfields"
9. "(Birth of Evil) Virgin Sin"
10. "Green Cave Float"
11. "A Blaze in the Northern Sky"
12. "Fenriz Drum Solo"

## Créditos
- Fenriz (Gylve Nagell) – batería, voces
- Nocturno Culto (Ted Skjellum) – guitarra, voces
- Zephyrous (Ivar Enger) – guitarra
- Anders Risberget – guitarra] (solo en "Land of Frost")
- Dag Nilsen – bajo

- Datos: Q2629921